# Barreiras do Piauí
Barreiras do Piauí är en kommun i Brasilien.   Den ligger i delstaten Piauí, i den östra delen av landet, 700 km norr om huvudstaden Brasília. Antalet invånare är 3 234.
Omgivningarna runt Barreiras do Piauí är huvudsakligen savann. Trakten runt Barreiras do Piauí är nära nog obefolkad, med mindre än två invånare per kvadratkilometer.